# Andreas Stauff
Andreas Stauff (Frechen, 22 gennaio 1987) è un dirigente sportivo ed ex ciclista su strada tedesco.

## Palmarès

### Strada
- 2008 (Continental Team Milram, una vittoria)

6ª tappa Brandenburg Rundfahrt (Velten > Templin)
- 2009 (Kuota-Indeland, tre vittorie)

3ª tappa Internationale Thüringen Rundfahrt (Fröttstädt > Eisenach)
4ª tappa Internationale Thüringen Rundfahrt (Großbreitenbach > Großbreitenbach)
7ª tappa Tour de l'Avenir (Gérardmer > Ornans)

#### Altri successi
- 2008 (Continental Team Milram)

Rund um den Kurpark
- 2009 (Kuota-Indeland)

Classifica a punti Tour de l'Avenir

## Piazzamenti

### Grandi Giri
- Vuelta a España

2010: 145º

### Classiche monumento
- Milano-Sanremo

2013: 128º
- Giro delle Fiandre

2011: 134º
2014: ritirato
2015: ritirato
- Parigi-Roubaix

2011: ritirato
2015: ritirato
- Liegi-Bastogne-Liegi

2015: ritirato